# Bộ Tổng tư lệnh Lục quân (Đức Quốc xã)
Bộ Tổng tư lệnh Lục quân (tiếng Đức: Oberkommando des Heeres, viết tắt OKH), hay Bộ Tư lệnh Lục quân, là cơ quan tối cao của Lục quân Đức Quốc xã. Cơ quan được thành lập vào năm 1935 như một phần quá trình tái vũ trang hóa nước Đức của Adolf Hitler. Từ năm 1938, OKH cùng với OKL (Oberkommando der Luftwaffe, Bộ Tư lệnh Không quân) và OKM (Oberkommando der Marine,  Bộ Tư lệnh Hải quân), ngoại trừ Waffen-SS, về danh nghĩa chính thức trực thuộc OKW ( Oberkommando der Wehrmacht). Trong chiến tranh, OKH chịu trách nhiệm lập kế hoạch chiến lược cho các Cụm tập đoàn quân và Tập đoàn quân, trong khi Bộ Tham mưu OKH quản lý các vấn đề tác chiến. Do đặt ưu tiên tính chủ động trong tác chiến, mỗi đại đơn vị cấp binh đoàn Đức cũng có một cơ quan Bộ tư lệnh (Armeeoberkommando – AOK) hoạt động phối hợp với OKH. Cho đến khi Đức bại trận tại Moskva vào tháng 12 năm 1941, OKH và các bộ phận của nó trên thực tế là cơ quan quan trọng nhất trong kế hoạch chiến tranh của Đức. OKW sau đó đã đảm nhận chức năng này cho các chiến trường khác ngoài mặt trận Đức-Xô. Chỉ huy OKH giữ chức danh Oberbefehlshaber des Heeres (Tư lệnh tối cao Lục quân, hay Tổng tư lệnh Lục quân, Tư lệnh Lục quân). Sau trận Moskva, sau khi chỉ huy OKH, Thống chế Walther von Brauchitsch được miễn nhiệm, Hitler tự bổ nhiệm mình làm Tổng tư lệnh Lục quân.

## OKH và OKW
Hitler là người đứng đầu OKW kể từ tháng 1 năm 1938, sử dụng nó để chuyển mệnh lệnh cho hải quân (OKM), không quân (OKL) và lục quân (OKH). Sau cuộc khủng hoảng lớn xảy ra trong Trận Moskva, Walther von Brauchitsch bị cách chức (một phần vì sức khỏe không tốt), và Hitler tự bổ nhiệm mình làm người đứng đầu OKH trong khi vẫn giữ chức vụ của mình tại OKW. Đồng thời, ông giới hạn thẩm quyền của OKH ở mặt trận Nga, trao quyền trực tiếp cho OKW đối với các đơn vị lục quân ở nơi khác. Điều này cho phép Hitler tuyên bố rằng chỉ có ông ta mới biết hoàn toàn về tình hình chiến lược của Đức, nếu bất kỳ vị tướng nào yêu cầu chuyển giao các nguồn lực giữa mặt trận Nga và một chiến trường ở nơi khác.

## Tổ chức
Vào năm 1944, các bộ phận dưới đây trực thuộc OKH:
- Chỉ huy trưởng Quân Dự bị và Chỉ huy Trang bị (Chef der Heeresausrüstung und Befehlshaber des Ersatzheeres): Friedrich Fromm
- Chánh văn phòng Quản trị (Chef des Allgemeines Heeresamt): Friedrich Olbricht
- Cục trưởng Quân khí (Chef des Heereswaffenamtes): Emil Leeb
- Cục trưởng Quân lực (Chef des Heerespersonalamtes): Rudolf Schmundt
- Cục trưởng Hành chính (Chef des Heeresverwaltungsamtes): Herbert Osterkamp
- Ban Tuyên truyền và Quan hệ Công chúng: Hasso von Wedel - Albrecht Blau - Kurt Dittmar
- Tổng thanh tra Binh chủng Thiết giáp (Generalinspekteur der Panzertruppen): Heinz Guderian
- Tổng chỉ huy Công binh và Công trình (General der Pioniere und Festungen): Alfred Jacob
- Tổng thanh tra Huấn luyện và Đào tạo (Generalinspektion des Militärerziehungs- und Bildungswesens): Karl-Wilhelm Specht

## Lãnh đạo

### Tổng tư lệnh Lục quân
Tổng tư lệnh Lục quân (tiếng Đức: Oberbefehlshaber des Heeres) là người đứng đầu OKH và Lục quân Đức trong thời kỳ Đức Quốc xã. Các đời Tổng tư lệnh Lục quân gồm:
| STT | Ảnh | Họ tên                  | Thời gian sống | Thời gian tại nhiệm                  | Cấp bậc tại nhiệm                              | Ghi chú                                                                                 |
| --- | --- | ----------------------- | -------------- | ------------------------------------ | ---------------------------------------------- | --------------------------------------------------------------------------------------- |
| 1   |     | Werner von Fritsch      | 1880–1939      | 1 tháng 1, 1934 - 4 tháng 2, 1938    | Thượng tướng Pháo binh (1934) Đại tướng (1936) | Tử thương trên chiến trường ngày 22 tháng 9 năm 1939.                                   |
| 2   |     | Walther von Brauchitsch | 1881–1948      | 4 tháng 2, 1938 - 19 tháng 12, 1941  | Đại tướng (1938) Thống chế (1940)              | Bị truy tố là tội phạm chiến tranh. Chết ngày 18 tháng 10 năm 1948 trước khi bị xét xử. |
| 3   |     | Adolf Hitler            | 1889–1945      | 19 tháng 12, 1941 - 30 tháng 4, 1945 | Lãnh tụ và Thủ tướng Đế chế                    | Tự sát ngày 30 tháng 4 năm 1945.                                                        |
| 4   |     | Ferdinand Schörner      | 1892–1973      | 30 tháng 4, 1945 - 8 tháng 5, 1945   | Thống chế (1945)                               | Bị truy tố là tội phạm chiến tranh và bị giam giữ đến tháng 8 năm 1960.                 |

### Tổng tham mưu trưởng Lục quân

HIệu kỳ Tổng tham mưu trưởng Lục quân Đức

Các đời Tổng tham mưu trưởng OKH (tiếng Đức: Chef des Generalstabes des Heeres) gồm:
| STT       | Ảnh | Họ tên          | Thời gian sống | Thời gian tại nhiệm                 | Cấp bậc tại nhiệm                                                 | Ghi chú                                                                     |
| --------- | --- | --------------- | -------------- | ----------------------------------- | ----------------------------------------------------------------- | --------------------------------------------------------------------------- |
| 1         |     | Ludwig Beck     | 1880–1944      | 1 tháng 7, 1935 - 31 tháng 8, 1938  | Trung tướng (1932) Thượng tướng Pháo binh (1935) Đại tướng (1938) | Tự sát ngày 20 tháng 7 năm 1944 sau khi đảo chính bất thành                 |
| 2         |     | Franz Halder    | 1884–1972      | 1 tháng 9, 1938 - 24 tháng 9, 1942  | Thượng tướng Pháo binh (1938) Đại tướng (1940)                    | Bị truy tố là tội phạm chiến tranh và bị giam giữ đến tháng 9 năm 1950.     |
| 3         |     | Kurt Zeitzler   | 1895–1963      | 24 tháng 9, 1942 - 10 tháng 6, 1944 | Thượng tướng Bộ binh (1942) Đại tướng (1944)                      | Bị truy tố là tội phạm chiến tranh và bị giam giữ đến tháng 2 năm 1947.     |
| tạm quyền |     | Adolf Heusinger | 1897–1982      | 10 tháng 6, 1944 - 21 tháng 7, 1944 | Trung tướng (1942)                                                | Bị thương trong âm mưu 20 tháng 7. Đại tướng Bundeswehr (1957).             |
| tạm quyền |     | Heinz Guderian  | 1888–1954      | 21 tháng 7, 1944 - 28 tháng 3, 1945 | Đại tướng (1940)                                                  | Bị truy tố là tội phạm chiến tranh và bị giam giữ đến tháng 6 năm 1948.     |
| tạm quyền |     | Hans Krebs      | 1898–1945      | 1 tháng 4, 1945 - 1 tháng 5, 1945   | Thượng tướng Bộ binh (1944)                                       | Tự sát ngày 1 tháng 5 năm 1945.                                             |
| tạm quyền |     | Wilhelm Keitel  | 1882–1946      | 1 tháng 5, 1945 - 13 tháng 5, 1945  | Thống chế (1940)                                                  | Bị truy tố là tội phạm chiến tranh và bị xử giảo ngày 16 tháng 10 năm 1946. |
| tạm quyền |     | Alfred Jodl     | 1890–1946      | 13 tháng 5, 1945 - 23 tháng 5, 1945 | Đại tướng (1944)                                                  | Bị truy tố là tội phạm chiến tranh và bị xử giảo ngày 16 tháng 10 năm 1946. |

## Cơ sở
Mặc dù cả OKW và OKH đều có trụ sở chính tại Zossen trong thời Đệ tam Đế chế, nhưng tính độc lập về chức năng và hoạt động của cả hai cơ sở vẫn hoàn toàn độc lập đối với các nhân viên tương ứng trong nhiệm kỳ của họ. Do quy mô rộng lớn của căn cứ phức hợp Zossen, ngay cả khi Maybach 2 (tổ hợp OKW) bị phá hủy hoàn toàn, các nhân viên OKH ở Maybach 1 sẽ hiếm khi nhận thấy. Những cơ sở ngụy trang này, được ngăn cách về mặt vật lý bằng hàng rào, cũng duy trì những suy nghĩ khác nhau về cấu trúc đối với mục tiêu của chúng.
Ngày 28 tháng 4 năm 1945 (hai ngày trước khi tự sát), Hitler chính thức giao OKH cho OKW, trao quyền chỉ huy các lực lượng sau này ở Mặt trận phía Đông.